# Сионий (Радев)
Епископ Сионий (в миру Стефан Стефанов Радев; 18 ноября 1969, София) — епископ Болгарской православной церкви, епископ Величский, игумен Троянского ставропигиального монастыря с 1 мая 2014 г.

## Биография
Окончил гимназию с углубленным изучением немецкого языка в Софии.
После прохождения военной службы поступил в Софийскую духовную семинарию св. Иоанна Рильского, которую окончил в 1990 году.
5 июня 1991 года в Клисурском монастыре во имя Кирилла и Мефодия митрополитом Видинским Доментианом (Топузлиевым) пострижен в монашество с именем Сионий.
22 июня того же года рукоположён во иеродиакона, 23 июня — во иеромонаха.
С 1992 по 1995 год — игумен Клисурского монастыря во имя Кирилла и Мефодия.
В 1994 году закончил Богословский факультет Софийского университета св. Климента Охридского.
В 1995—1996 годы стажировался в Эрлангене, Германия.
С 1996 года преподаватель литургики в Софийской духовной семинарии.
15 июля 1996 года назначен ректором Софийской семинарии.
29 июни 1998 года Патриархом Максимом в Долно-Лозинском монастыре во имя Петра и Павла возведён в достоинство архимандрита.
24 марта 2007 года в патриаршем кафедральном соборе святого Александра Невского в Софии патриарх Болгарский Максим хиротонисан во епископа Величского, викария Софийской епархии. Хиротонию совершили патриарх Болгарский Максим, митрополиты: Врачанский Каллиник (Александров), Видинский Дометиан (Топузлиев), Варненский и Великопреславский Кирилл (Ковачев), Великотырновский Григорий (Стефанов), Русенский Неофит (Димитров), Плевенский Игнатий (Димов), Доростольский Иларион (Цонев), Пловдивский Николай (Севастиянов), епископы Девольский Феодосий (Купичков), Маркианопольский Константин (Петров), Адрианопольский Евлогий (Стамболджиев), Стобийский Наум (Димитров) и Знепольский Иоанн (Иванов).
22 июня 2009 года освобождён от должности ректора Софийской духовной семинарии.
23 июня 2009 года назначен викарием митрополита Видинского Дометиана.
25 октября 2020 года, наряду с епископом Иаковом (Дончевым), рассматривался Священным Синодом в качестве кандидата на должность митрополита Доростольского, но уступил, получив лишь 1 голос из 13